# Sergej Tjaplygin
Sergej Aleksejevitj Tjaplygin, född 1869, död 1942, var en rysk fysiker, matematiker och ingenjör. Han var professor vid Moskvauniversitetet och medlem av Sovjetunionens Vetenskapsakademi.
Asteroiden 4032 Chaplygin är uppkallad efter honom.